# Acronicta albarufa
Acronicta albarufa är en fjärilsart som beskrevs av Augustus Radcliffe Grote 1874. Acronicta albarufa ingår i släktet Acronicta och familjen nattflyn. Inga underarter finns listade i Catalogue of Life.

## Bildgalleri

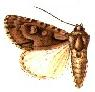